# Rumi (imię)
Rumi (jap. るみ, ルミ) – żeńskie imię japońskie.

## Możliwa pisownia
Rumi można zapisać używając wielu różnych znaków kanji i może znaczyć m.in.:
- 留美, „zatrzymać, uroda”
- 瑠美, „lapis lazuli, uroda”
- 流美, „przepływ, uroda”
- 流水, „przepływ, woda”

## Znane osoby
- Rumi Hiiragi (瑠美), japońska aktorka
- Rumi Ochiai (るみ), japońska seiyū
- Rumi Kasahara (留美), japońska seiyū
- Rumi Shishido (留美), japońska piosenkarka i seiyū
- Rumi Suizu (瑠美), japońska łyżwiarka figurowa
- Rumi Tama (瑠美), japońska reżyserka i aktorka

## Fikcyjne postacie
- Rumi (ルミ), bohaterka filmu anime z 1997 Perfect Blue
- Rumi Matsuura, bohaterka mangi i anime Marmalade Boy